# Bahnhof Edelfingen
Der Bahnhof Edelfingen, heute nur noch ein Haltepunkt, ist eine Betriebsstelle der Bahnstrecke Crailsheim–Königshofen. Er liegt im Bad Mergentheimer Stadtteil Edelfingen im Main-Tauber-Kreis in Baden-Württemberg.

## Geschichte

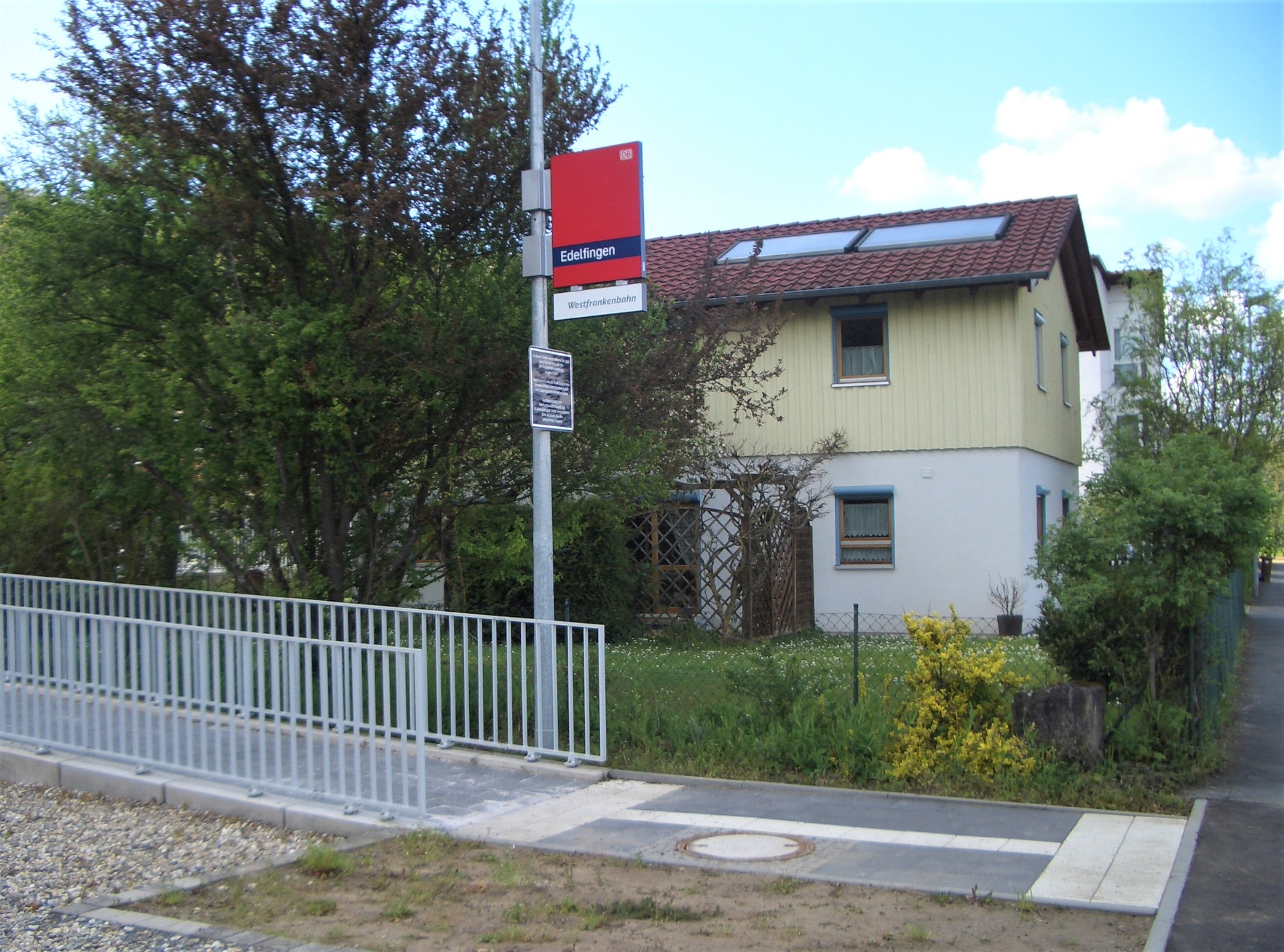
Bahnsteigzugang (2023)

Im Jahre 1869 wurde das Empfangsgebäude errichtet. Am 23. Oktober 1869 nahmen die Großherzoglich Badischen Staatseisenbahnen den Bahnhof mit dem 7,40 km langen Streckenabschnitt von Königshofen in Baden über Edelfingen nach Mergentheim in Betrieb.
Im November 1992 baute die Deutsche Bundesbahn die Gleise 2 und 3 zurück. 1994 verkaufte die Deutsche Bahn das Empfangsgebäude und die letzten beiden Beamten verließen den Bahnhof. Mit dem Abzug des Bahnpersonals wurde der Bahnübergang auf eine automatische Schrankenanlage umgerüstet.
Das Empfangsgebäude ist bis heute in seiner ursprünglichen Form erhalten geblieben und wird im Erdgeschoss seit einem Umbau 1994/1995 als Restaurant genutzt. Im Jahre 1997 erhielt der ehemalige Bahnhof bei einem Architekturwettbewerb eine Auszeichnung für beispielhaftes Bauen.
In den Jahren 2022/2023 wurde der Bahnsteig neu bzw. umgebaut und das ehemalige Empfangsgebäude von der Gleisanlage mit einem Zaun abgetrennt. Der Zugang wurde verlegt und neu ausgeschildert.

## Denkmalschutz
Das ehemalige Empfangsgebäude in der Wilhelm-Frank-Straße 12 steht unter Denkmalschutz.